# Esther Ralston
Esther Ralston est une actrice américaine, née à Bar Harbor (Maine) le 17 septembre 1902 et morte à Ventura (Californie) le 14 janvier 1994.

## Biographie
Esther Ralston fait ses débuts à l'écran au cinéma muet dès l'âge de 13 ans, dans The Deep Purple (en) de James Young. Elle devient rapidement une vedette du muet, et, après avoir tourné La Vénus Américaine de Frank Tuttle en 1926, ce surnom lui est resté. Elle débute au parlant avec Josef von Sternberg, dans Le Calvaire de Lena X (The Case of Lena Smith), puis tournera plusieurs films jusqu'au début des années 1940 où elle se retire. Elle fera un ultime retour pour la télévision dans les années 1950, mais ne tournera plus pour le cinéma.

## Filmographie partielle
- 1920 : L'Ève éternelle (To Please One Woman) de Lois Weber

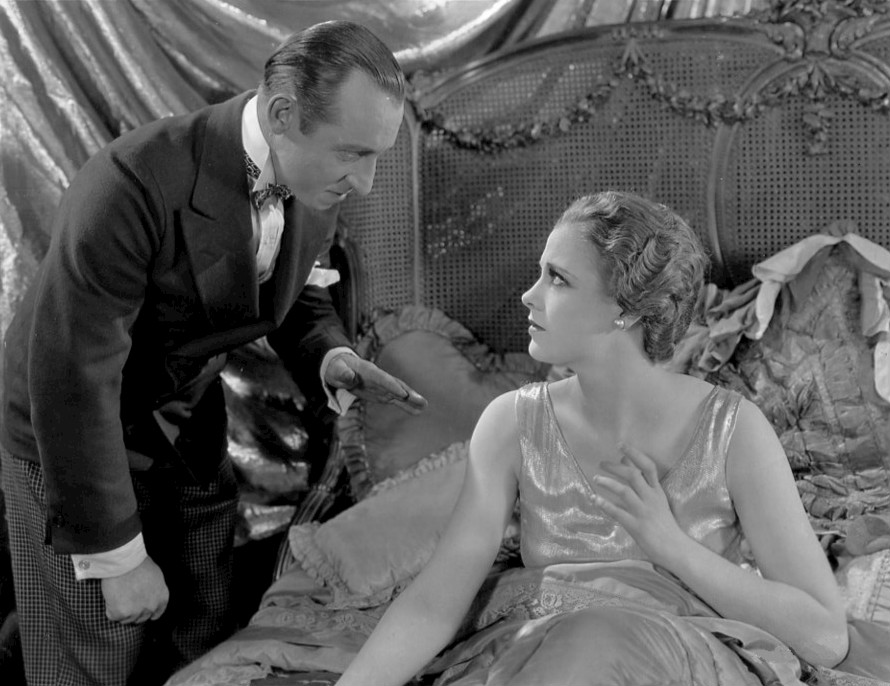
Esther Ralston dans Frivolités (Fashions for Women) (1927)

- 1922 : Un père (Remembrance) de Rupert Hughes : Beatrice
- 1923 : The Prisoner de Jack Conway
- 1923 : Blinky d'Edward Sedgwick
- 1924 : Comédiennes de Ernst Lubitsch : Miss Pauline Hofer
- 1924 : Peter Pan de Herbert Brenon : Madame Darling
- 1925 : The Best People de Sidney Olcott : Alice O'Neil
- 1925 : Champion 13 (The Lucky Devil) de Frank Tuttle
- 1925 : L'Illusion perdue (Womanhandled) de Gregory La Cava : Mollie
- 1925 : A Kiss for Cinderella de Herbert Brenon
- 1925 : Lorsqu'on est trois (The Trouble with Wives) de Malcolm St. Clair
- 1926 : Vénus moderne (The American Venus) de Frank Tuttle : Mary Gray
- 1926 : The Blind Goddess de Victor Fleming
- 1926 : The Quarterback de Fred C. Newmeyer
- 1926 : Vaincre ou mourir (Old Ironsides) de James Cruze : Esther
- 1927 : Frivolités (Fashions for Women) de Dorothy Arzner : Céleste de Givray / Lola Dauvry
- 1927 : The Spotlight  de Frank Tuttle
- 1927 : Mon patron et moi (Figures Don't Lie) de A. Edward Sutherland
- 1928 : Épouvante (Something Always Happens) de Frank Tuttle : Diana Mallory
- 1928 : Condamnez-moi (Love and Learn) de Frank Tuttle
- 1928 : Mariage à l'essai (Half a Bride) de Gregory La Cava : Patience Winslow
- 1929 : Mensonges de Lewis Milestone : Vroni
- 1929 : Le Calvaire de Lena X (The Case of Lena Smith) de Josef von Sternberg : Lena Smith
- 1929 : Force (The Mighty) de John Cromwell
- 1931 : The Prodigal de Harry A. Pollard
- 1932 : Rome Express de Walter Forde : Asta Marvelle
- 1933 : Court-circuit (By Candlelight) de James Whale
- 1934 : Vivre et aimer (Sadie McKee) de Clarence Brown : Dolly Merrick
- 1934 : Strange Wives de Richard Thorpe : Olga
- 1935 : La Joyeuse Aventure (Ladies Crave Excitement) de Nick Grinde : Miss Winkler
- 1935 : Streamline Express de Leonard Fields
- 1936 : Hollywood Boulevard de Robert Florey : Flora Moore
- 1940 : Adieu Broadway (Tin Pan Alley) de Walter Lang : Nora Bayes